# Вілья-Сан-Хосе-де-Вінчина
Ві́лья-Сан-Хосе́-де-Вінчи́на (ісп. Villa San José de Vinchina), або просто Вінчи́на (ісп. Vinchina),  — місто в аргентинській провінції Ла-Ріоха; адміністративний центр департаменту Вінчина.

## Географія
Розташовується у Пампінських горах на півночі провінції Ла-Ріоха, лежить на річці Десагуадеро, яку місцеві називають Вінчина.

### Клімат
Містечко знаходиться у зоні, яка характеризується кліматом тропічних пустель. Найтепліший місяць — січень із середньою температурою 21,6 °C. Найхолодніший місяць — червень, із середньою температурою 7,6 °С.
| Клімат Вінчини          | Клімат Вінчини | Клімат Вінчини | Клімат Вінчини | Клімат Вінчини | Клімат Вінчини | Клімат Вінчини | Клімат Вінчини | Клімат Вінчини | Клімат Вінчини | Клімат Вінчини | Клімат Вінчини | Клімат Вінчини | Клімат Вінчини |
| Показник                | Січ.           | Лют.           | Бер.           | Квіт.          | Трав.          | Черв.          | Лип.           | Серп.          | Вер.           | Жовт.          | Лист.          | Груд.          | Рік            |
| Середній максимум, °C   | 27,2           | 25,7           | 23,7           | 20,3           | 17,7           | 15,2           | 15,6           | 17,4           | 19,9           | 22,1           | 24,9           | 26,6           | 21,4           |
| Середня температура, °C | 21,6           | 20,5           | 18,3           | 14,9           | 11,3           | 7,6            | 7,9            | 9,8            | 12,3           | 16,6           | 19,4           | 21,4           | 15,1           |
| Середній мінімум, °C    | 13,2           | 12,1           | 9,7            | 5,1            | 2,3            | 0              | −0,6           | 0,8            | 3,6            | 6,2            | 9,6            | 12,1           | 6,2            |
| Норма опадів, мм        | 33.3           | 26.2           | 13.2           | 4.9            | 1.1            | 4.2            | 3.3            | 5.5            | 4.3            | 3.4            | 5.1            | 16.4           | 120.9          |
| Днів з опадами          | 6,5            | 6,4            | 4,5            | 1,9            | 0,8            | 0,8            | 1,1            | 0,9            | 1,5            | 1,6            | 2,5            | 4,8            | 33,3           |
| Вологість повітря, %    | 57.4           | 61.2           | 63.1           | 62.4           | 62.4           | 61.4           | 58             | 51.8           | 50             | 50.2           | 52.3           | 54.2           | 57             |
| ----------------------- | -------------- | -------------- | -------------- | -------------- | -------------- | -------------- | -------------- | -------------- | -------------- | -------------- | -------------- | -------------- | -------------- |
| Джерело: Weatherbase    |                |                |                |                |                |                |                |                |                |                |                |                |                |